# Rice Creek (Minnesota)
Der Rice Creek ist ein 45 km langer Nebenfluss des Mississippi Rivers in den nördlichen Vororten der Metropolregion Minneapolis–Saint Paul in Minnesota in den Vereinigten Staaten. Er entwässert ein Einzugsgebiet von etwa 521 km².

## Lauf
Der Rice Creek hat seinen Ursprung im Clear Lake innerhalb der Stadt Forest Lake im Washington County und fließt generell südwärts durch die Countys Anoka und Ramsey. Dabei durchströmt er die Städte Columbus, Lino Lakes, Circle Pines, Shoreview, Arden Hills, Mounds View, New Brighton und Fridley. Er mündet innerhalb des Manomin County Parks in Fridley in den Mississippi River, etwa 2,4 km nördlich der I-694-Mississippi-Bridge. Der Creek hat seines Laufes ein Gefälle von 26 m, wobei der größte Teil, 20 m, auf die letzten 13 km oberhalb der Mündung entfallen. Er entspringt in einer Höhe von 271 m. Seine Mündung liegt 246 m.
Im Anoka County durchfließt der Rice Creek ein ausgedehntes Netzwerk kleiner Seen, die als Lino Lakes Chain of Lakes bekannt sind und die teilweise ein Naturschutzgebiet sind, das von der Verwaltung des Anoka County verwaltet wird. In New Brighton durchfließt der Rice Creek den Long Lake, an dessen Ufer der Long Lake Regional Park liegt, der durch den Ramsey County unterhalten wird.
Die wichtigsten Zuflüsse des Rice Creeks sind der Hardwood Creek, der ein Gebiet von 114 km² innerhalb der Ortschaften Hugo, Forest Lake und Lino Lakes entwässert; und der 13,4 km lange Clearwater Creek, der 161 km² Fläche innerhalb von White Bear Lake, White Bear Township, Hugo, Lino Lakes und Centerville entwässert. Beide Zuflüsse münden in den Rice Creek innerhalb der Seenkette im Anoka County.

## Geschichte
Nach Angaben der Minnesota Historical Society wurde der Rice Creek nach Henry Mower Rice benannt, einem der ersten beiden Senatoren, die Minnesota nach seiner Aufnahme in die Union entsandte und der am Unterlauf des Creeks 1849 ausgedehnte Ländereien erwarb. Die ersten Vermessungen, die durch Joseph Nicollet durchgeführt wurden, verzeichnen den Rice Creek als „Ottonwey River“ oder Atoonowe-ziibi in der Sprache der Ojibwe (deutsch in etwa „Fluss um Kanus zu machen“). Allerdings wurde der Name des Gewässers in der Sprache der Ojibwe auch als Manominiconsepi oder Manoominikaan-ziibi verzeichnet, was „Fluss voll mit Wildreis“ bedeutet. Wildreis wuchs ursprünglich reichlich in den Seen des Einzugsgebietes. „Manomin“ (Wildreis) war auch Grundlage für die Namensgebung des ehemaligen Manomin County, das später in den Anoka County integriert wurde und teilweise die heutige Stadt Fridley bildete, wo der Creek in den Mississippi River mündet.
Archäologische Funde deuten darauf hin, dass die Vorfahren der Sioux ab etwa 2000 v. Chr. in der Umgebung des Bald Eagle Lakes (heute ungefähr das Gebiet der White Bear Township) gefischt und gejagt haben und ein Sommerdorf bewohnten, das dort liegt, wo sich heute Centerville befindet.
Eine Gruppe von Grabhügeln auf der nördlichen Seite des Centerville Lakes entlang des Wasserlaufs wurde vermutlich von Angehörigen der Mississippi-Kultur geschaffen, die seit etwa 1400 in der Gegend waren.

## Einzugsgebiet

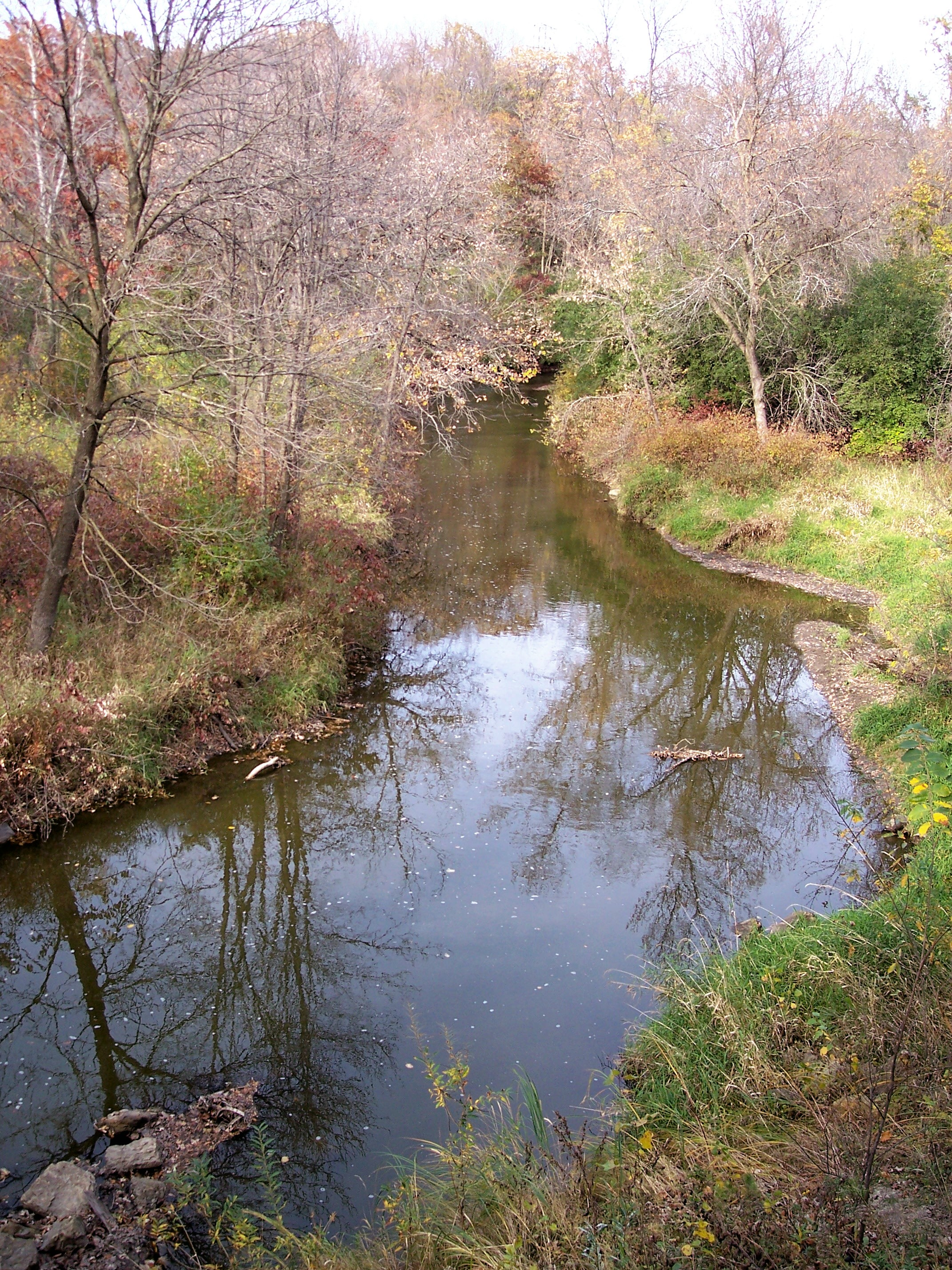
Rice Creek in Fridley

Der Rice Creek entwässert Teile der Countys Anoka, Hennepin, Ramsey und Washington:
- Anoka County - 197 km²
- Hennepin County - < 0,2 km²
- Ramsey County - 124 km²
- Washington County - 199 km²

Innerhalb des Einzugsgebietes liegen die folgenden Gemeinden und Townships:
| - Arden Hills - Birchwood - Blaine - Centerville - Circle Pines - Columbia Heights - Columbus - Dellwood - Falcon Heights - Forest Lake | - Fridley - Grant - Hugo - Lauderdale - Lexington - Lino Lakes - Mahtomedi - May Township - Mounds View | - New Brighton - Roseville - Saint Anthony Village - Scandia - Shoreview - Spring Lake Park - White Bear Lake - White Bear Township - Willernie |

Etwa 10 Prozent oder etwa 49 km² des Einzugsgebietes besteht aus Wasserflächen, von denen der White Bear Lake mit 2140 Acres und Bald Eagle Lake mit 1046 Acres die größten sind. Achtundzwanzig Seen des Gebietes haben eine Fläche, die 100 Acres überschreitet. Etwa 13 Prozent oder 67 km² des Einzugsgebietes bestehen aus Feuchtgebieten.